# Martinus Ritzema
Martinus Ritzema (Leens, 14 mei 1910 - Bakkeveen, 10 april 1945) was een Nederlandse burgemeester en verzetsstrijder.

## Leven en werk

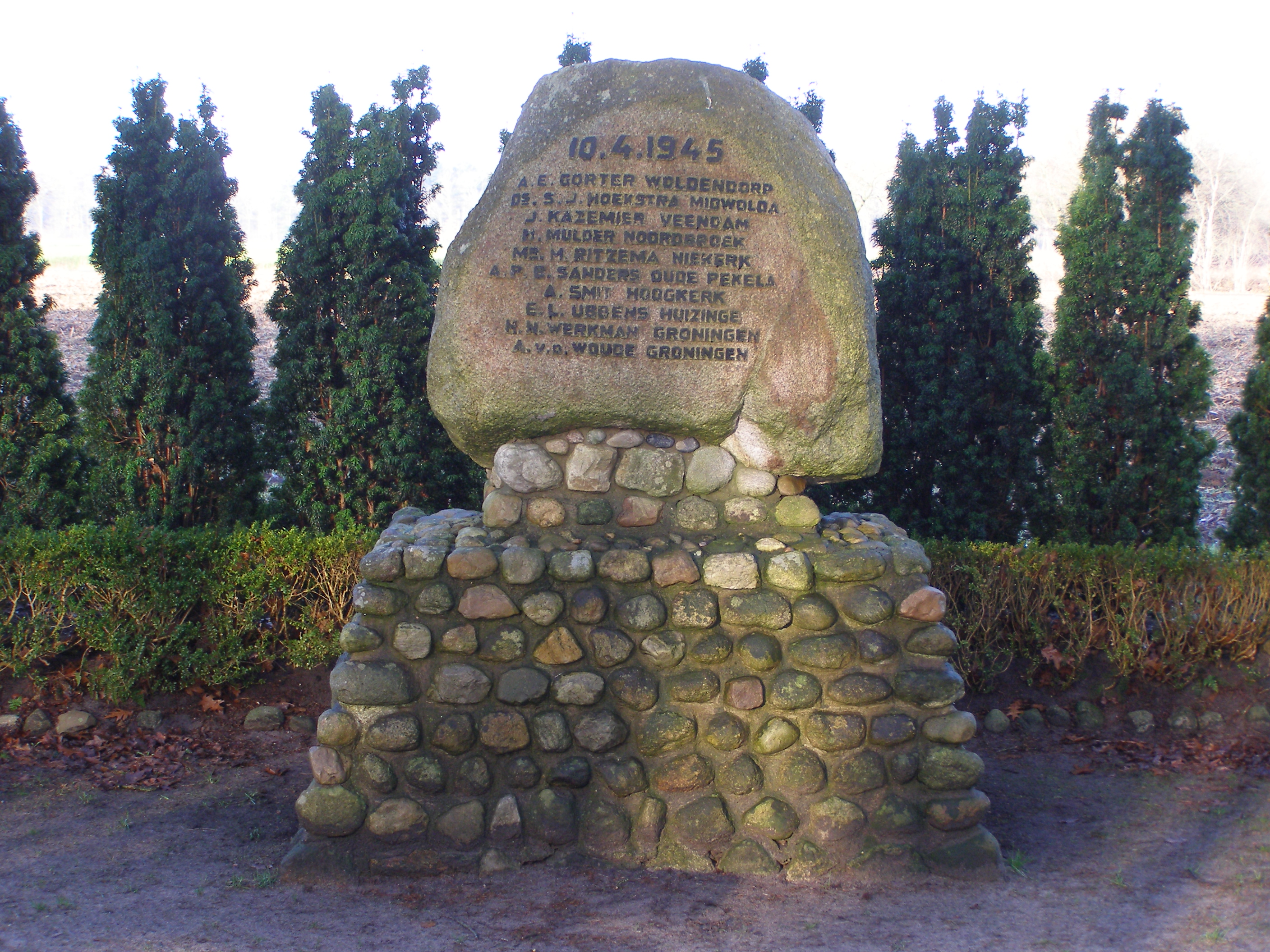
Monument ter nagedachtenis aan Ritzema en de negen andere gefusilleerden

Ritzema was een zoon van landbouwer Meerten Ritzema en Anje Kadijk. Hij trouwde met Heika Aaffiena Haan (1913-1999).
Ritzema bezocht het Willem Lodewijk Gymnasium in de stad Groningen en studeerde vervolgens rechten aan de Vrije Universiteit in Amsterdam. Hij ging na zijn studie aan de slag als volontair op de secretarie van de gemeente Waddinxveen en werd in 1935 commies ter secretarie in Boskoop. Bij KB van 6 april 1939 werd hij benoemd tot burgemeester van de Groningse gemeente Oldekerk. Het jaar erop brak de Tweede Wereldoorlog uit. Ritzema, die niet met de Duitsers wilde samenwerken, kreeg in mei 1942, op eigen verzoek, ontslag. 
Ritzema en zijn vrouw waren actief in het verzet. Hij was lid van de Ordedienst en de Landelijke Organisatie voor Hulp aan Onderduikers. Ritzema werd op 1 april 1945 in Leens gearresteerd in het huis van zijn broer Rentje (1904-1945), die ter plekke werd neergeschoten, en gevangengezet in het huis van bewaring in Groningen. Hij werd, zonder proces, met Hendrik Werkman, Abel Sanders en zeven anderen door SD'er Peter Schaap (van het Scholtenhuis) gefusilleerd in de bossen bij Bakkeveen, drie dagen voor de bevrijding van Noord-Nederland. 